# Posteísmo
El Post-teísmo propone que el teísmo es una creencia no tanto rechazable, como puramente obsoleta. Se trata de una variante del no teísmo.
En esta postura el concepto de dios pertenece a una época del desarrollo humano hoy en día histórica y superada. Dentro del no-teísmo, el post-teísmo contrasta con el antiteísmo. El término, además, aparece en la teología cristiana liberal, así como en el post-cristianismo.
Frank Hugh Foster en 1918 hablaba de cómo la cultura moderna había llegado a una etapa post-teística en la que la humanidad había tomado posesión de los poderes y la creatividad que anteriormente había proyectado en Dios.
Denys Turner argumenta que Karl Marx no elegía el ateísmo sobre el teísmo, sino que más bien rechazaba la selección feuerbachiana, de forma que al ser post-teísta, necesariamente se es post-ateísta.
Aparecen ideas similares en "Muerte de Dios", de Friedrich Nietzsche y de forma menos pesimista en el transteísmo de Paul Tillich y Pema Chödrön.